# حجم پایان سیستولی
حجم پایان سیستولی (به انگلیسی: End-systolic volume) (ESV) به حجم خون در بطن در انتهای انقباض یا سیستول و ابتدای پر شدن یا دیاستول گفته می‌شود. ESV کمترین حجم خون در بطن در هر نقطه از چرخه قلب است. عوامل اصلی که بر حجم پایان سیستولی تأثیر می‌گذارند، پس بار و انقباض قلب است.

## کاربردها
از حجم پایان سیستولی می‌توان در بالین به عنوان اندازه‌گیری کفایت تخلیه قلب، مربوط به عملکرد سیستولیک استفاده کرد. در الکتروکاردیوگرام، حجم پایان سیستولی در انتهای موج T دیده می‌شود. از نظر بالینی، ESV را می‌توان با استفاده از اکوکاردیوگرافی دو بعدی، MRI (توموگرافی تشدید مغناطیسی) یا CT قلبی (توموگرافی کامپیوتری) یا SPECT (توموگرافی رایانه ای با انتشار یک فوتون) اندازه‌گیری کرد.

## مقادیر نمونه
همراه با حجم پایان دیاستولی، ESV میزان حجم ضربه ای یا خروجی خون توسط قلب را در طی یک مرحله از چرخه قلب تعیین می‌کند. حجم ضربه ای تفاوت بین حجم پایان دیاستولی و حجم پایان سیستولی است. مقادیر پایان سیستولی در جدول زیر برای بطن چپ است:
| حجم‌های بطنی                 | حجم‌های بطنی           | حجم‌های بطنی            |
| --------------------------- | --------------------- | ---------------------- |
| مشخصه                       | بطن راست              | بطن چپ                 |
| حجم پایان دیاستولی          | 144 mL(± 23 mL)       | 142 mL (± 21 mL)       |
| حجم پایان دیاستولی/ سطح بدن | 78 mL/m2 (± 11 mL/m2) | 78 mL/m2 (± 8.8 mL/m2) |
| حجم پایان سیستولی           | 50 mL (± 14 mL)       | 47 mL (± 10 mL)        |
| حجم پایان سیستولی/ سطح بدن  | 27 mL/m2 (± 7 mL/m2)  | 26 mL/m2 (± 5.1 mL/m2) |
| حجم ضربه ای                 | 94 mL (± 15 mL)       | 95 mL (± 14 mL)        |
| حجم ضربه ای/ سطح بدن        | 51 mL/m2 (± 7 mL/m2)  | 52 mL/m2 (± 6.2 mL/m2) |
| کسر تخلیه                   | ۶۶٪ (± ۶٪)            | ۶۷٪ (± ۴٫۶٪)           |
| ضربان قلب                   | 60–100 bpm            | 60–100 bpm             |
| برون‌ده قلبی                 | 4.0–8.0 L/minute      | 4.0–8.0 l L/minute     |

حجم پایان سیستولی بطن راست (RVESV) به‌طور معمول بین ۵۰ تا ۱۰۰ میلی لیتر است.